# A Country Cupid
A Country Cupid é um filme mudo em curta-metragem norte-americano, do gênero dramático, dirigido por D. W. Griffith em 1911 e estrelado por Blanche Sweet. Cópias do filme sobrevivem na Livraria do Congresso dos Estados Unidos.

## Elenco
- Blanche Sweet
- Edwin August
- Edna Foster
- Joseph Graybill
- Kate Bruce
- Claire McDowell
- Frank Evans
- Alfred Paget
- Edward Dillon
- Robert Harron